# Nocona (Texas)
Nocona es una ciudad ubicada en el condado de Montague en el estado estadounidense de Texas. En el Censo de 2010 tenía una población de 3.033 habitantes y una densidad poblacional de 416 personas por km².

## Geografía
Nocona se encuentra ubicada en las coordenadas 33°47′1″N 97°43′49″O / 33.78361, -97.73028. Según la Oficina del Censo de los Estados Unidos, Nocona tiene una superficie total de 7.29 km², de la cual 7.29 km² corresponden a tierra firme y (0%) 0 km² es agua.

## Demografía
Según el censo de 2010, había 3.033 personas residiendo en Nocona. La densidad de población era de 416 hab./km². De los 3.033 habitantes, Nocona estaba compuesto por el 89.71% blancos, el 0.53% eran afroamericanos, el 0.79% eran amerindios, el 0.23% eran asiáticos, el 0% eran isleños del Pacífico, el 7.19% eran de otras razas y el 1.55% pertenecían a dos o más razas. Del total de la población el 19.09% eran hispanos o latinos de cualquier raza.